# Brian Rose
Brian Rose (* 1954, Portsmouth Virginie, USA) je americký fotograf architektury.

## Životopis
Narodil se v Portsmouthu (Virginie, USA) v roce 1954. Již během svého studia fotografie na vysoké škole se velmi věnoval hudbě. Dokonce vydal i několik alb, přičemž to poslední v roce 1991. V současné době fotografuje pro nejprestižnější časopisy o architektuře. Nejznámější jsou jeho snímky z New Yorku a Amsterodamu (kde dnes žije), ale i fotografie z doby pádu železné opony a obnovy Berlína.
Brian Rose je dlouholetý přítel americké folkové zpěvačky Suzanne Vegy a ovlivnil i podobu mnoha jejích hitů, např. „Tom´s Diner“. Také je jedním z prvních, kdo ji „komerčně“ (pro účely plakátů) fotografoval.